# Walter Hildebrand (Architekt)
Walter Hildebrand (* 6. September 1941 in Krössbach, Gemeinde Neustift im Stubaital/Tirol) ist ein österreichischer Architekt.

## Leben
Walter Hildebrand ist Absolvent der Technischen Universität Graz und führt ein selbstständiges Architekturbüro in Wien. Seit 1980 ist er auch Staatlich befugter und beeideter Ziviltechniker. Hildebrand hat über 70 Architekturprojekte in sieben Ländern realisiert, darunter Wohn-, Industrie- und Verwaltungsbauten. Bekannt wurde er vor allem durch die Renovierung von Baudenkmälern. So war er für die Restaurierung mehrerer Klöster verantwortlich. Eines der größeren Projekte war die Kartause Gaming, die er 1983 vom Stift Melk erworben hatte. Dort wurde eine Universität (Europakampus der franziskanischen Universität Ohio USA) installiert. Außerdem wurde ein Hotel mit 300 Betten und mehreren Restaurants sowie Veranstaltungsräumen für Seminare eingerichtet. Überdies eine Kirche, die restauriert wurde, in der 1986 das Grab von Herzog Albrecht II von Österreich, seiner Gattin Johanna von Pfirt und seiner Schwiegertochter Elisabeth von Böhmen wiederhergestellt wurden. Von 1998 bis 2006 beschäftigte er sich  mit der Revitalisierung des denkmalgeschützten Schlosses Petronell. Heute ist er Geschäftsführer der Internationale Consulting und Architektur ZT GmbH.
Seit 1994 ist er Generalhonorarkonsul der Slowakischen Republik für Wien, NÖ und das Burgenland (inzwischen emeritiert).
Er war 10 Jahre der Präsident der Österreichischen Emirate Gesellschaft (PAN)
Walter Hildebrand ist mit der aus Jersey stammenden Primrose Hildebrand (geborene Murphy) verheiratet, hat 4 Kinder und 9 Enkelkinder.

## Auszeichnungen 1967–2008
- 1967 Bauherrn „Oskar“ für Projekt Sao Tome, Afrika
- 1992 Visiting Professor  in Bombay, Buenos Aires, Florida, Palermo und Madras
- 1993 Doctor Of Architecture – May, 1993
- 1993 Österreichisches Ehrenzeichen für Wissenschaft und Kunst der Republik Österreich – Verliehen durch den Bundespräsidenten
- 2000 Komturkreuz des Päpstlichen Silvesterordens mit Stern, verliehen von Papst Johannes Paul II., überreicht am 23. November 2000 in der Nuntiatur-Wien
- 2007 Goldenes Verdienstzeichen des Landes Wien
- 2007 Großes Ehrenzeichen für Verdienste um das Bundesland Niederösterreich[1]
- 2008 Ehrenbürgerschaft der Gemeinde Gaming
- Ehrenbürgerschaft Rèpublique Francaise – Ville de Ferrette

## Realisierungen
- Kinderheim auf der Insel Sao Tomé, Österreichischer Bauherrenpreis 1969
- Wiederaufbau eines vom Krieg zerstörten Ortes – Nustar – in Kroatien, Spenden, Material und Medikamente in der Höhe von 47 Mio. ATS gesammelt

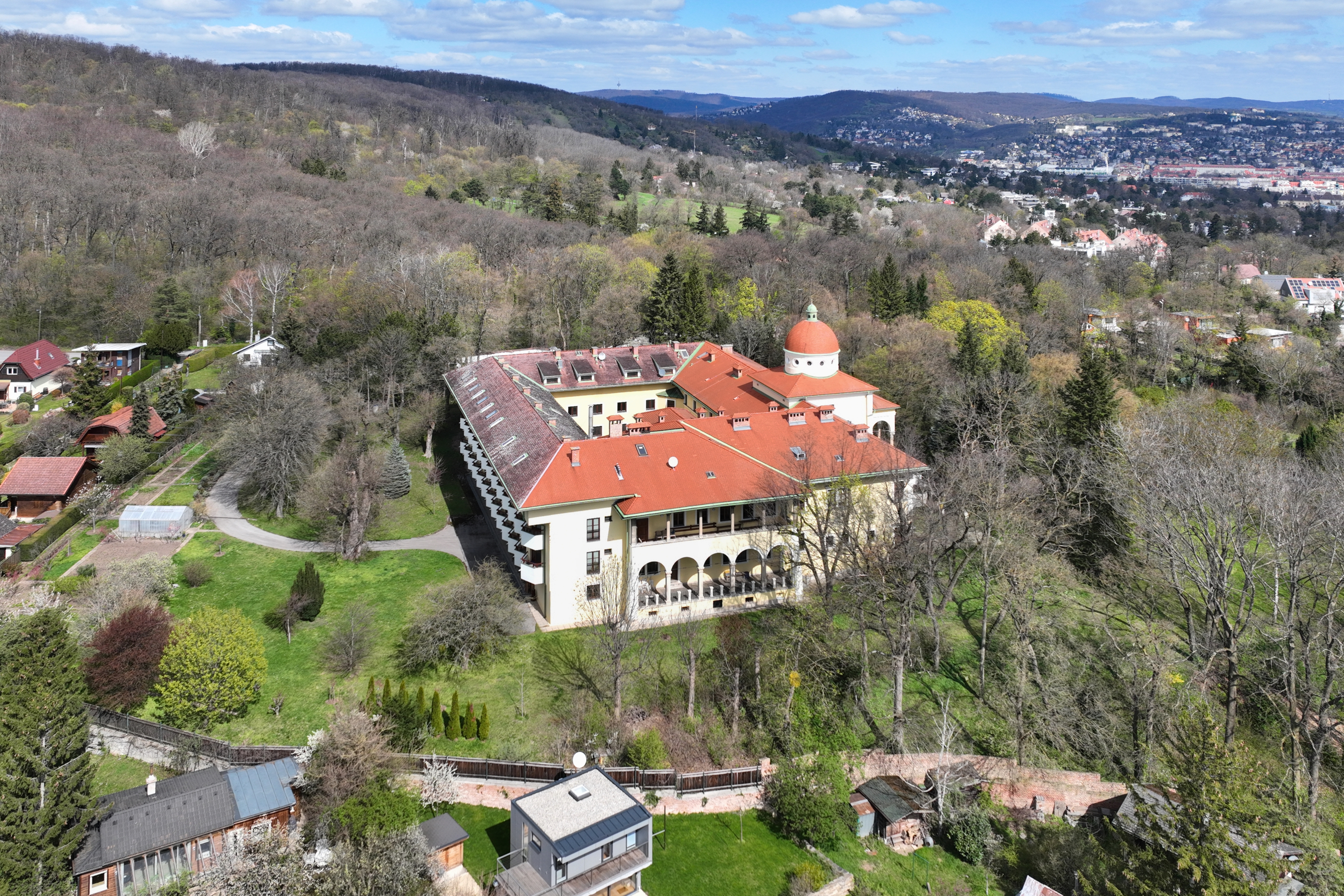
Erweiterung des Faniteum um zwei Trakte (1976–1977)

- 1976–1977 Erweiterungsbau Faniteum

- 1976–1982 Neubau Kloster Marienfeld
- 1982 Karmelitinnenkloster, Hanschweg, Wien
- 1984–1995 Restaurierung und Revitalisierung der Kartause Gaming
- 1988–1989 Zentralanstalt f. Meteorologie und Geodynamik Hohe Warte, Wien – Einbau eines Datenzentrums
- 1991 Verlagsgebäude Herold-Verlag, Wien
- 1992–1994 Röm.-Kath. Pfarrkirche Dudince, SK
- 1994 Bürozentrum Herold, Mödling
- 1994 Deutsch-Ordens Schwesternkloster in Topolcany (Slowakei)
- 1995–1996 Deutsch Ordens Spital, Friesach
- 1997–1998 Palais Equitable 1010 Wien, Stock im Eisenplatz
- 1998–2006 Schloss Petronell
- 2009 –          Restaurierung des Lilienfelderhofes/Pfaffstätten

## Publikationen
- Sank Hubertus und Sankt Eustachius. 1979.
- Schutzraumbau. Schutzraumbau in Österreich. Band 1, 1983.
- Kartause Gaming. Jubiläumsausstellung. 1984
- Kartause Gaming. Ausstellung anlässlich der Wiederherstellung des Herzogsgrabes. 1985.
- Schutzraumbau. Einrichtung und Organisation. Band 2, 1986.
- Kartause Gaming. Bauen im Mittelalter. 1986.
- 650 Jahre Kartause Gaming. Vielfalt des Heilens. 1992.
- Die Kartause Gaming. Stifter Mönche Pioniere. 2007.